# Rhododendron vellereum
Rhododendron vellereum là một loài thực vật có hoa trong họ Thạch nam. Loài này được Hutch. ex Tagg miêu tả khoa học đầu tiên năm 1931.